# Scirpophaga innotata
Scirpophaga innotata (лат.) — вид чешуекрылых насекомых из семейства огнёвок-травянок. Распространён в Индии, Вьетнаме, Индонезии, Пакистане, на Филиппинских островах и на севере Австралии. Серьёзный вредитель риса.

## Описание
Длина тела имаго 13—16 мм, размах их крыльев 22—30 мм; самцы немного меньше самок. Моли обоих полов полностью белые, не имеют тёмных точек на передних крыльях. На груди они имеют пучок из длинных волосков.
Взрослые гусеницы длиной 18—25 мм. Тело белое или светло-жёлтое; головная капсула чёрная. Куколка бледная, мягкая.

## Экология
Гусеницы питаются внутри стеблей риса посевного, Oryza australiensis, Oryza rufipogon, сахарного тростника и других диких травянистых растений, например, на сыти. Взрослые особи не питаются вовсе и живут всего 4—10 дней.

## Развитие
Самки откладывают по 80—150 яиц на лист кормового растения гусениц. Яйца развиваются 4—9 дней.
Гусеницы поражают молодые растения, оставляя червоточины, и старые растения, которые в месте червоточин ломаются. Гусеницы вбуравливаются внутрь стеблей и опустошают их в узлах и междоузлиях. Гусеницы первой стадии могут использовать шёлковую нить для перемещения по кормовым растениям. Стадия гусеницы длится 19—31 день. Окукливаются внутри стеблей растений. Стадия куколки длится 7—11 дней. Полный жизненный цикл одной особи составляет 30—51 день.

## В сельском хозяйстве
Данный вид считается серьёзным вредителем рисовых культур в Индии и Юго-Восточной Азии. Гусеницы вгрызаются внутрь стеблей риса и полностью опустошают середину стеблей. Поражают молодые растения, оставляя червоточины в стеблях, и старые растения, стебли которых ломаются в полом месте. От численности популяции Scirpophaga innotata и стадии развития растений риса зависит то, какое количество урожая будет уничтожено огнёвкой. Если рис атакуют в вегетативной стадии, то количество потери урожая колеблется, а если инвазия происходит во время развития плодов, то потеря может составлять 90—95 %.

### На острове Ява
В 1945 году на острове Ява было нашествие Scirpophaga innotata, которое поразило 15 000 гектар посевов риса. В западнояванском округе Индрамаю было испорчено 11 % посевов; в некоторые года до 37 %. В некоторых регионах Scirpophaga innotata полностью уничтожили урожай риса либо серьёзно попортили его, что становилось причиной голода в некоторых местностях. В конце 1980-х в округе Индрамаю 2000 гектар риса были поражены Scirpophaga innotata. В 1990 году был пик нашествия Scirpophaga innotata, тогда было поражено 65 040 гектар риса (100 % поражение 15 000 га риса), в результате чего было потеряно 210 000 тонн неочищенного риса. В Западной Ява ежегодно поражается 10 000—20 000 гектар риса.

### Контроль популяций
Уменьшать количество особей можно биологическим способом, то есть используя естественных врагов (паразитоидов и хищников), или химическим способом. Более важным биологическим средством по сокращению популяции является использование паразитоидов яиц, чем личиночных или куколочных паразитоидов.
Единственным наилучшим химическим оружием являются инсектициды, если их использовать в определённое время развития Scirpophaga innotata и растений.